# Nabaz
Nabaz (arab. نباز) – wieś w Syrii, w muhafazie Idlib. W 2004 roku liczyła 596 mieszkańców.